# Kleine Komödie am Max II
Die Kleine Komödie am Max II (Kleine Komödie am Max-II-Denkmal) war ein Theater in München.
Das im Haus Nr. 47 an der Maximilianstraße beherbergte Theater wurde 1946 in dem Gartensaal des ehemaligen Cafés „Viktoria“ eröffnet. Besitzer und Direktor war Gerhard Metzner (* 24. Februar 1914 † 28. November 1969), einer der ersten Lizenzträger der amerikanischen Militärregierung für ein privates Münchner Theater, mit einer Lizenz vom 7. November 1945. Die erste Aufführung fand am 2. Februar 1946 statt, mit Trude Hesterberg in der Hauptrolle. Metzner brachte in diesen Anfangsjahren mehr amerikanische Stücke als jedes andere Theater in Bayern zur Aufführung. In den frühen Jahren traten unter anderem Hannelore Schroth, Heidemarie Hatheyer, Paul Dahlke, Luise Ullrich, Bruni Löbel, Heinz Rühmann, Käthe Haack und Rudolf Forster auf. Die Theaterräume wurden zunächst unter Mitarbeit des Direktors und einiger Schauspieler hergerichtet und boten anfangs 270 Sitzplätze. Bis zum Beginn der 1950er Jahre wuchs die Zahl durch Umbauten auf 320 an.
Metzners Ehefrau, die Regisseurin Isebil Sturm (* 16. November 1910 † 24. Februar 1990), leitete das Boulevardtheater nach Metzners frühem Tod 1969 die nächsten Jahrzehnte. Viele Jahre war die nicht subventionierte Kleine Komödie am Max II ein fester Bestandteil des Münchner Kulturlebens. Zahlreiche bekannte Schauspieler, darunter Toni Berger, Herbert Bötticher, Grit Böttcher, Sigurd Fitzek, Thomas Fritsch, Uschi Glas, Johannes Heesters, Herbert Herrmann, Anja Kruse, Ingrid Pan, Gunther Philipp, Mady Rahl, Ilja Richter, Christiane Rücker, Sigmar Solbach, Harald Juhnke, Erni Singerl und Heinz-Günter Stamm standen hier auf der Bühne. Vier Stücke pro Jahr wurden in dem 600 Plätze bietenden Theater aufgeführt.
Von 1970 bis 1972 war Wolfgang Spier künstlerischer Leiter. 1983 übernahm Nino Korda zusammen mit Isebil Sturm die Leitung der Kleinen Komödie, zu der seit 1961 noch die Komödie im Bayerischen Hof gehörte.
Mit einer Unterbrechung von mehreren Jahren wurde die Kleine Komödie von Roland Axmann als kaufmännischem Direktor bis zu seiner Verrentung geleitet. 
Aus finanziellen Gründen wurde die Kleine Komödie am Max II im Januar 2007 geschlossen. Im Januar 2008 übernahm die GOP Entertainment Group das Theater. Im September 2008 zog dort das GOP Varieté-Theater ein. Es hat 300 Tischplätze.